# E18 (trasa europejska)
E18 – trasa europejska pośrednia, biegnąca z Craigavon w Irlandii Północnej (Wielka Brytania) do Petersburga w Rosji, przez Szkocję, Anglię, Norwegię, Szwecję oraz Finlandię. Długość trasy wynosi 1890 km.
Chociaż oznaczenie drogi sugeruje możliwość ciągłęj podróży, nie jest to praktyczne ze względu na brak bezpośredniej przeprawy promowej między Wielką Brytanią a Norwegią.

## Przebieg E18

### Wielka Brytania
Arteria rozpoczyna się w Irlandii Północnej. Biegnie z Craigavon (M1) przez Belfast (M2, A8), Larne, dalej na obszarze Szkocji przez Stranraer, Dumfries and Galloway (A75) i Gretnę oraz na terenie Anglii przez Carlisle do Newcastle upon Tyne. Podobnie jak w przypadku innych tras europejskich w Wielkiej Brytanii, w terenie nie występuje oznakowanie E18.

#### Irlandia Północna
- M1: Craigavon – Belfast (początek wspólnego odcinka z E1 w Lisburn)
- A12: Belfast
- M2: Belfast – A8(M) (wspólny przebieg z E16)
- A8(M): M2 – A8
- A8: A8(M) – Larne (koniec wspólnego odcinka z E1)

#### Kanał Północny
- przeprawa promowa: Larne – Cairnryan

#### Wielka Brytania
- A75: Stranraer – A74(M)
- A74(M): A75 – granica angielsko-szkocka(inne języki) (początek wspólnego odcinka z E5)
- M6: granica angielsko-szkocka – Carlisle (koniec wspólnego odcinka z E5)
- A69: Carlisle – Newcastle upon Tyne (skrzyżowanie z E15)

### Morze Północne
Nie istnieją połączenia promowe z Newcastle upon Tyne do Norwegii. Towarowe przeprawy promowe mogą kursować z innych brytyjskich portów do Norwegii lub Danii, natomiast jedyną praktyczną przeprawą dla podróży samochodowych jest przedostanie się do Francji, Belgii lub Holandii, następnie przejazd przez Niemcy i Danię oraz skorzystanie z promu płynącego z Danii do Norwegii.

### Norwegia
Trasa kontynuuje swój przebieg jako autostrada rozpoczynająca się w Kristiansand. E18 łączy się z trasą E39, w ciągu której znajduje się połączenie promowe do Danii. Kursuje ono z Kristiansand do Hirtshals, czas trwania rejsu wynosi 3 godziny i 15 minut, a operatorem jest Color Line.
Długość norweskiego odcinka E18 wynosi 415 km, z czego 190 km posiada parametry autostrady. Odcinek ten ma wyznaczoną relację: Kristiansand – Lillesand – Arendal – Porsgrunn – Larvik – Sandefjord – Tønsberg – Horten – Drammen – Oslo – Ås – Askim – Ørje (w pobliżu granicy norwesko-szwedzkiej).
Oddana do użytku w 2001 roku estakada w ciągu obwodnicy Holmestrand uległa częściowemu zniszczeniu w lutym 2015 roku w wyniku osunięcia się ziemi. Doprowadziło to do całkowitej rozbiórki konstrukcji.

### Szwecja
Fragment drogi przebiegający przez Szwecję rozpoczyna się w Töcksfors. Jego długość to 510 km, z czego 245 km posiada parametry autostrady. Szwedzka część trasy E18 ma następującą relację: Töcksfors – Karlstad – Örebro – Västerås – Sztokholm / Kapellskär.

### Morze Bałtyckie
Występują połączenia promowe przez Morze Bałtyckie ze Sztokholmu lub Kapellskär przez Åland do Turku lub Naantali w Finlandii, obsługiwane przez Silja Line, Viking Line lub Finnlines. Istnieje również możliwość skorzystania z bezpośredniego promu Sztokholm – Helsinki lub dalszej podróży z Åland przez poszczególne wyspy z wykorzystaniem mostów, promów linowych oraz tradycyjnych w Åland i Åboland; nie stanowią one części E18.

### Finlandia
W Finlandii arteria biegnie w południowej części kraju, z Åland przez Naantali, Turku, Salo, Lohję, Espoo, Vantaę, Porvoo, Loviisa, Kotkę, Haminę i Vaalimaę do granicy z Rosją. Dawniej przekroczenie granicy fińsko-rosyjskiej wiązało się z oczekiwaniem w długiej kolejce. W 2009 roku sytuacja uległa znacznej poprawie po zwiększeniu przepustowości przejścia granicznego, a oddanie do użytku w 2016 r. nowego parkingu miałoby całkowicie rozwiązać problem.

### Rosja
W Rosji E18 pokrywa się z przebiegiem drogi A181 biegnącej od granicy fińsko-rosyjskiej do Petersburga. Odcinek ten do 2018 roku nosił oznaczenie drogi magistralnej M10. Trasa biegnie przez obwód leningradzki w północno-zachodniej części kraju i przeważnie słabo zaludnione obszary. Od 2003 roku przekierowano E18 na nowopowstałą obwodnicę Wyborga; wcześniej trasa biegła przez miasto. W okolicy Petersburga w ciągu arterii znajdują się takie miejscowości jak Siestrorieck czy Olgino. Punktem końcowym trasy jest zachodnia granica Petersburga.
Istnieją plany rozbudowy drogi z dwu- do sześciopasowej (po trzy pasy ruchu w każdą stronę) z powodu wysokiego natężenia ruchu. W 2012 roku drogę połączono z zachodnią obwodnicą miasta koło Biełoostrowa poprzez rozbudowę istniejącego węzła drogi M10 z szosą Zielenogorską. Prawdopodobnie to miejsce będzie stanowić nowy punkt końcowy dla E18.